# Сахар (фильм, 2014)
Сахар (англ. That Sugar Film — с англ. — «Этот сахарный фильм») — австралийский документальный фильм 2014 года режиссёра Дэймона Гамо, посвящённый содержанию сахара в пище, а также последствиях его употребления для здоровья человека.

## Содержание
Следуя примеру Моргана Сперлока, снявшего документальный фильм «Двойная порция» о влиянии фаст-фуда на здоровье человека, Гамо провёл на себе опыт, поменяв обычное питание, исключавшее рафинированный сахар, на «здоровое», с низким содержанием жиров и повышенным сахара, употребляя ежедневно 160 граммов (или 40 чайных ложек). Как следствие, Гамо прибавил в весе (10 сантиметров висцерального жира вокруг его талии), стал вялым и испытывал резкие перепады настроения, приобрёл ранние предпосылки к коронарной недостаточности и заболел стеатозом печени.
В ходе проведённых интервью с экспертами выясняется, что данные изменения произошли, в том числе из-за высокого содержания фруктозы, а различные сахарозаменители ничем не лучше.
Зрителей знакомят с понятием «точка блаженства», которое введено в употребление в 1960-х годах, для обозначения такого количества сахара, которое необходимо добавить в еду человеку, чтобы она для него стала наиболее желанной.
Возвратившись к своему прежнему рациону Гамо ощутил, что болезненные последствия употребления сахара быстро и существенно сошли на нет.

## Участники съёмок
Гамо пригласил для съёмок таких актёров, как Хью Джекман, Стивен Фрай и Брентан Туэйтес, а также актрису Изабель Лукас. В качестве приглашённых экспертов выступили: автор книг «Хорошие калории, плохие калории: жиры, углеводы и противоречивая наука о питании и здоровье» и «Почему мы толстеем: и что с этим делать» журналист, писатель и популяризатор низкоуглеводного питания Гэри Таубс, автор книги «Соль, сахар и жир: как пищевые гиганты посадили нас на иглу» журналист и писатель Майкл Мосс и научный сотрудник кафедры молекулярных биологических наук Калифорнийского университета в Дэвисе биолог-диетолог Кимбер Стэнхоуп.
Кроме того, в съёмках приняла участие актриса Зои Такуэлл-Смит, которая в это время была беременна их дочерью, родившейся вскоре после окончания работы на фильмом.

## Оценки
Фильм был положительно встречен рецензентами. Так обозреватель The New York Times Дэниел Голд назвал его «свежей смесью компьютерных изображений, музыкальных номеров, скетчей и необычных прогулок», благодаря которым «уроки питания легко усваиваются». В свою очередь обозреватель The Hollywood Reporter Стивен Далтон сделал следующий вывод: «Гамо явно имеет добрые намерения и, как правило, преуспевает в том, чтобы подсластить очевидно горькую тему для лёгкого общественного потребления». Обозреватель SBS Australia Стивен Расселл назвал его «одним из самых успешных документальных фильмов Австралии».
Тем не менее, обозреватель The Sydney Morning Herald Джек Уилсон высказал мнение, что фильм «недостаточно строг, чтобы что-либо доказать».